# Guadalupe el Progreso
Guadalupe el Progreso är en ort i Mexiko.   Den ligger i kommunen San Martín Peras och delstaten Oaxaca, i den sydöstra delen av landet, 250 km söder om huvudstaden Mexico City. Guadalupe el Progreso ligger 2 473 meter över havet och antalet invånare är 152.
Terrängen runt Guadalupe el Progreso är huvudsakligen lite bergig. Guadalupe el Progreso ligger uppe på en höjd. Runt Guadalupe el Progreso är det ganska glesbefolkat, med 43 invånare per kvadratkilometer. Närmaste större samhälle är Santos Reyes Zochiquilazola, 8,8 km söder om Guadalupe el Progreso. I omgivningarna runt Guadalupe el Progreso växer huvudsakligen savannskog.